# Буллер (река)
Буллер или Каватири (англ. Buller River, маори Kawatiri) — река, протекающая в северо-западной части Южного острова Новой Зеландии в регионах Тасман и Уэст-Кост. Впадает в Тасманово море.
Длина реки составляет 159 км, площадь бассейна - 6480 км². Средний расход воды — 426 м³/с (Те Куха). Высота истока — 500 м над уровнем моря. 
Среднегодовая норма осадков у истока реки составляет около 1580 мм в год.
Река Буллер занимает первое в Новой Зеландии место по моментальному зарегистрированному расходу воды, он составил 10400 м³/с. Минимальный расход воды - 88,4 м³/с - был зарегистрирован в 1972 году в Те Куха.
Буллер вытекает из озера Ротоити, расположенное в новозеландских Южных Альпах. Протекает по ущелью Буллер. Основными притоками являются Маруйа (площадь бассейна 366 км²), Инангахуа (280 км²) и Матакитаки  (245 км²).
Река протекает через грубый гранит и гнейс, песчаник, аргиллит и известняк, а также речные и ледниковые отложения. Почвы в бассейне реки бедные, плохо пропускают воду.

## Этимология
Своё название река получила в честь Чарльза Буллера — члена парламента и директора компании New Zealand Company, основанной в начале 1800-х годов Новой Зеландией и Великобританией. Компания получила королевскую грамоту Великобритании, дающую право на колонизацию Новой Зеландии и освоение островов.
Маорийское название реки — Каватири — в переводе означает «глубокая и быстрая».

## Использование

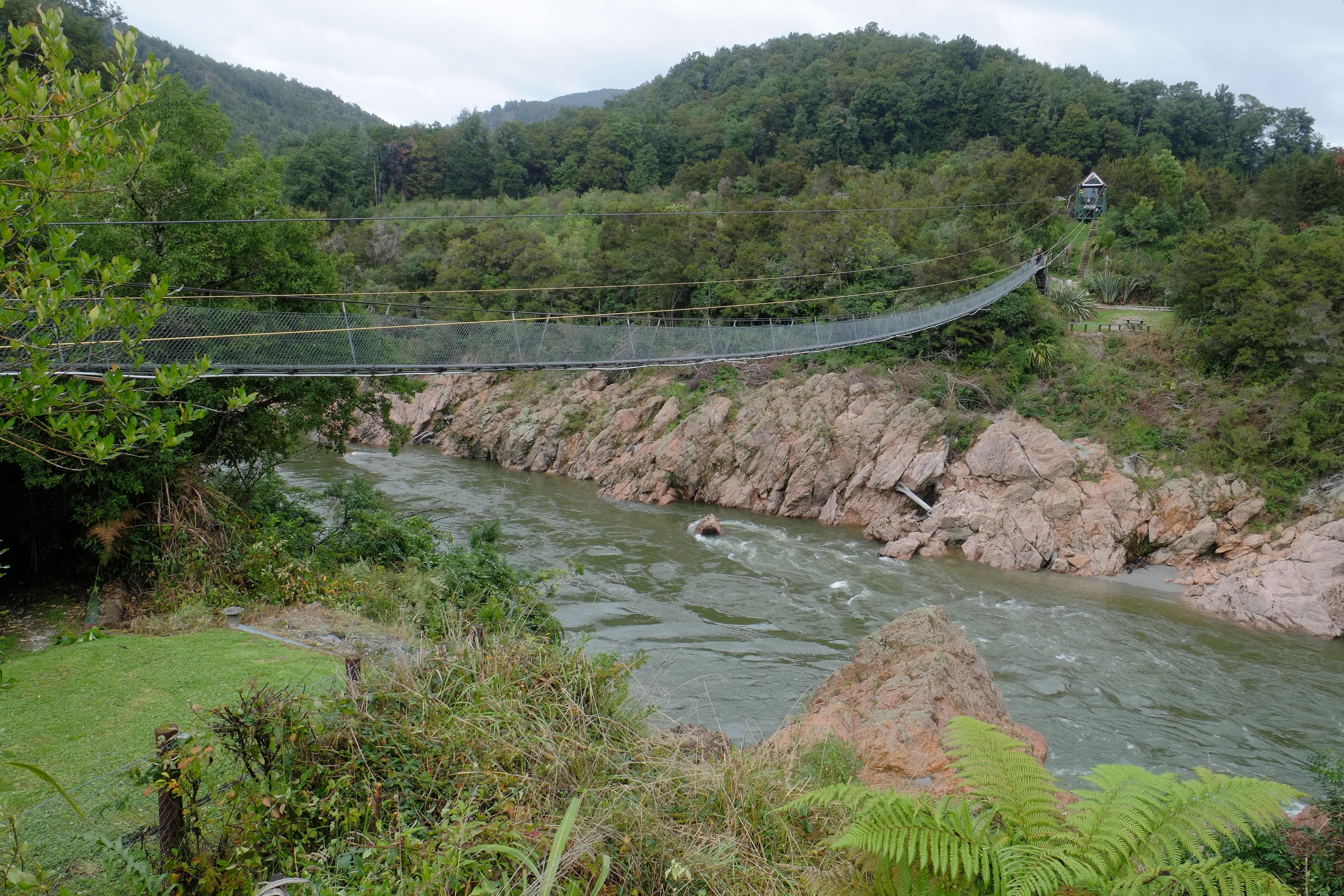
Металлический подвесной мост

В первые годы европейской колонизации по реке двигались многие исследователи и землемеры. На ней были основаны крупные населённые пункты, такие как Рифтон и Инангахуа.
В ущелье Буллер через реку проложен самый длинный в Новой Зеландии подвесной мост — 110 метров металлических тросов и сеток поддерживают мост и обеспечивают безопасный проход над каньоном на высоте 17 метров.
Верхнее течение реки популярно среди рыбаков и спортсменов, занимающихся гребным слаломом.